# S-IV

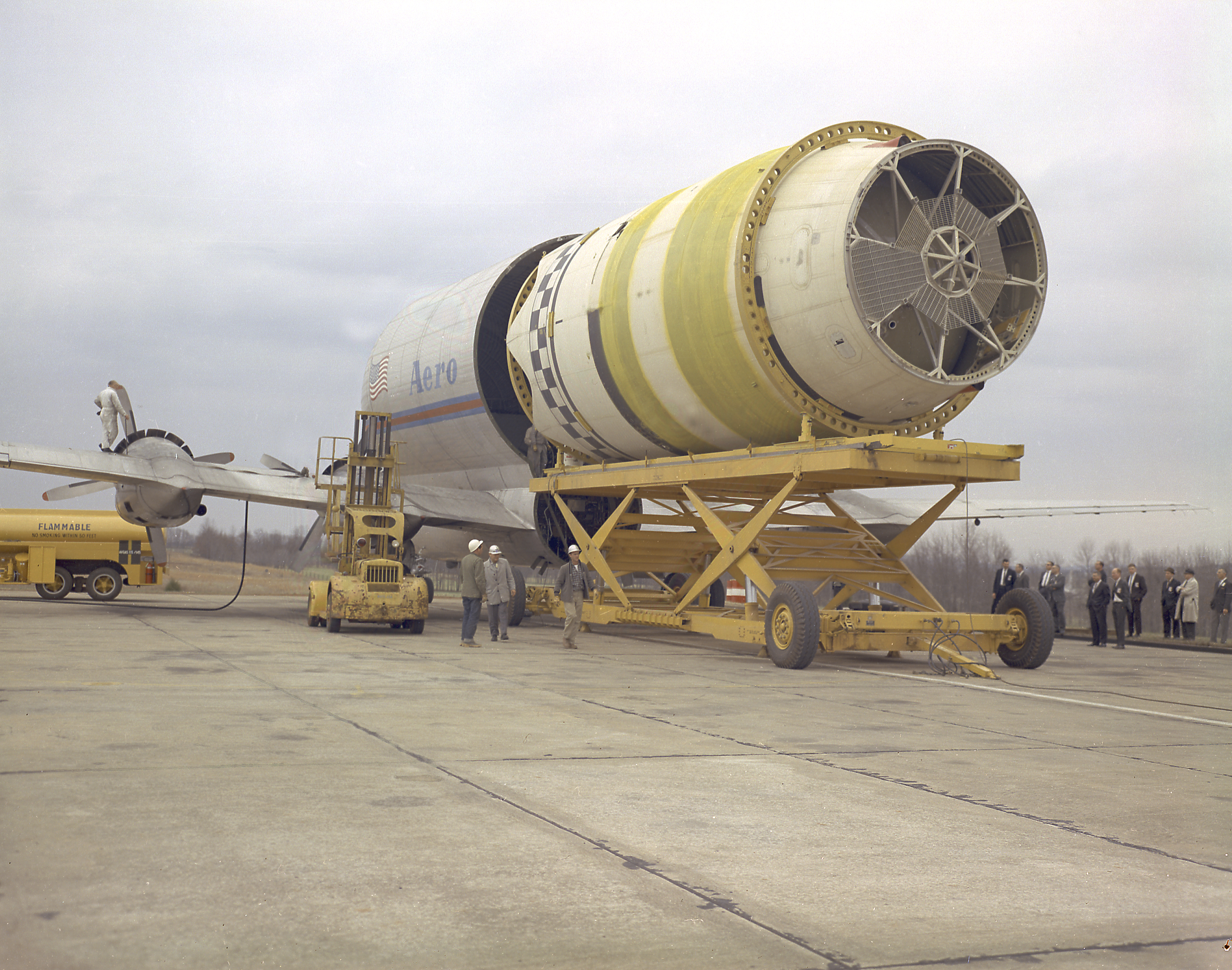
Un étage de fusée S-IV embarqué à bord du Aero Spacelines Pregnant Guppy en 1965.

Le S-IV était le deuxième étage de Saturn I, un lanceur utilisé par la NASA pour les vols au début du programme Apollo.
Le S-IV a été fabriqué par la Douglas Aircraft Company en Californie. Il fut modifié ultérieurement en S-IVB disposant d'un moteur plus puissant et utilisé sur les lanceurs Saturn IB et Saturn V.
L'étage S-IV était un étage de fusée  (LOX/LH2) utilisé pour les premiers essais en vol de Saturn I. C'était le deuxième étage de Saturn I et était propulsé par un groupe de six moteurs RL-10A-3. Chacun des moteurs fournissait 66,7 kilonewtons (kN) (15 000 lbf) de poussée, pour un total d'environ 400 kN (90 000 lbf). Les réservoirs cryogéniques de LH2 (hydrogène liquide) et de LOX (oxygène liquide) étaient séparés par une cloison commune. La cloison avant du réservoir de LOX était la cloison arrière de la citerne de LH2. Cela a économisé une dizaine de tonnes sur le poids de la structure,.
Pour son transport, un avion spécial fut construit, le Aero Spacelines Pregnant Guppy.